# Albert Håkansson
Albert Hans Håkansson, född 14 juni 1948 på Kungsholmen, Stockholm, är en svensk fotograf, bildredaktör och sjökapten.
Albert Håkansson började som bildredaktör 1974 och har bland annat arbetat 24 år på tidningen Expressen. Han har också fotograferat åt olika förlag, tidskrifter och även åt reklambyråer. Han har medverkat med bilder i en rad olika kokböcker av exempelvis Cathrine Schück, Annica Triberg, Astrid Nilson, Karin Fransson och Stephan Rössner. Han medverkar också med bilder i Hemköps kokbok och Willys lilla kokbok.
Han är bosatt i Kalmar och gift med författaren Annica Triberg (född 1960).
Han är kapten på Göta kanalbåtarna M/S Juno, M/S Wilhelm Tham och M/S Diana. 